# 艾中信
艾中信（1915年10月15日—2003年12月28日），江苏川沙縣（今属上海浦东新区）人，中国油畫家，篆刻家，美術教育家，美術評論家，中國現實主義繪畫的奠基人。艾中信畢業於國立中央大學教育學院藝術系，師從徐悲鴻、傅抱石和張書旂等。歷任中央美術學院教授、油畫系主任、副院長，中國美術家協會理事。 艾中信是二十世紀中國油畫家的傑出代表，是致力於推進寫實主義的一位先驅。他提倡現實主義，主張創作立足於生活，其抒情風景作品被李可染稱為「中國的油畫墨」。

## 生平
1915年 10月13日出生於当时仍属江苏的川沙縣養正村。
1921年，在養正小學讀書，愛好美術。
1925年，在川沙縣高小上學，開始學水墨畫。
1927-1934年，先後在上海市錢業小學和南洋中學讀書。
1934年就學於上海大同大學化學系。開始在《上海漫畫》雜誌上發表漫畫，第一幅是《白色殿堂的魔相－莫索里尼》。
1936年，艾中信考入國立中央大學教育學院藝術系。師從徐悲鴻和呂斯百學素描、油畫；師從張書旂學花鳥；師從徐悲鴻學畫走獸；師從傅抱石學美術理論及篆刻；師從黃君璧學畫山水；師從陳之佛學美術史。
1938年，與張書旂合作中國畫《嘉陵江䊹夫》，參加在莫斯科舉行的《中國造型藝術展覽會》。
1940年畢業，留校任教。
1941年，作油畫《賣柑者》（由重慶中央圖書館收藏）、《縫》、《吟》，參加在重慶舉辦的全國性美展《元旦抗戰畫展》，獲青年美術家獎。
1942年任徐悲鴻助教。創作歌頌游擊隊的油畫《枕戈達旦》，得徐悲鴻的嘉許。該畫1946年由中國美術學院收藏，後毀於文革。
1946年，作《向日葵》、《芍藥》、《斑鳩》等。
1947年，任北平美術作家協會理事。創作《雪裡送炭》、《紫禁城殘雪》、《崇文門外》、《國子監》等油畫。
1949年，任中國美術學院教授。1950年，中央美術學院成立，任中央美術學院油畫系教授。
1953年，與董希文、邵宇在第一屆人民代表大會上任速寫記者。
1954年，任中央美術學院油畫系主任。1979年，任副院長。
1956年，5月訪問德意志民主共和國，參加德累斯頓城750年週年紀念會及該城畫廊修復開幕典禮。訪問東德美術課學院並座談。
1961年，任《美術》雜誌編委。
1978年，艾中信與著名電影藝術家黎莉莉結婚。
1980年，出版專著《徐悲鴻研究》。作《清晨》、《古柏》。
1983年，10月13日率「中國美術家代表團」，赴匈牙利、比利時等歐洲四國訪問，考察美術大學。
1984年，創作《憶寫嘉陵》（中國美術館藏）。與鄭經文編輯《吳作人的畫》，由上海科學教育電影製片場錄製。
1985年，任第四屆全國美協理事。為《中國現代教育家傳》著《徐悲鴻傳》；為徐悲鴻誕辰90週年著文《關於徐悲鴻美術教育學派的研討》。作《喜雨》、《祖國的北大門》等。
1986年，作《朝陽》、《樹蔭》等。
1989年，作《秋野》、《䊹夫》等。
1990年，任吳作人國際基金會理事長。創作《憶寫嘉陵》（二）、《憶寫中渡口》等。
1991年，出版專著《油畫風采談》。作品《棗樹花開》參加香港舉辦的《中國當代油畫特展》。
1992年，著作《怎麼畫油畫》由人民美術出版社出第2版。
1994年，《艾中信畫集》由北京美術攝影出版社出版。作《礁石》、《都江堰》。
1995年，任中國油畫學會顧問。
1996年，作品《浩氣長存》參加國立臺南社會教育館舉辦的《海峽兩岸-中國當代名家油畫百人大展》。
1997-2002年，篆刻金石《世有伯樂》、《朝花夕拾》、《悲天憫人》、《士可殺不可辱》等百餘枚。
2002年5月，獲中國文化部頒發《造型藝術創作研究成就獎》。2003年8月，獲中國文聯與中國美術家協會聯合頒發的《第二屆中國美術金彩獎成就獎》。
2003年12月28日，艾中信逝世。

## 作品

### 油畫

《崇文門外》（1946） 艾中信 畫布油畫 Oil on Canvas

《枕戈達旦》、《紫禁城残雪》（1947）、《雪中送炭》（1947）、《蜀山隆冬》（1943）、《斑鳩》（1946）由中央美術學術收藏。
《賣柑者》獲得重慶抗戰美術展覽會青年獎，由中央圖書館收藏。
《沙坪小景 》獲得得重慶「第3届全國美展」教育部獎。
《通往烏鲁木齊》、《億嘉陵》由中國美術館收藏。畫家和美術評論家韋啟美評價說：《通往烏魯木齊》不僅僅是他對個人的超越，實在是當代中國風景畫的巔峰。
《紅軍過雪山》、《東渡黄河》由中國革命博物館收藏。
《雪原放牧》（1992）、《秋野》（1983）、《崇文門外》（1946）、《林蔭下》（1986）、《棗樹花開》（《五老胡同美院宿舍》）（1953）等作品由藝術家家屬及私人收藏家收藏。

### 著作
艾中信曾經為上海《時代日報》編輯《藝術》雙周刊，並且在《時代日報》及《民主》（周刊）發表過漫畫。艾中信的《油畫風采談》、《讀畫論畫》（海天出版社）、《怎樣畫油畫》等書為美術界的人們所愛讀。他寫的回憶徐悲鴻的文字已集納成《徐悲鴻研究》（上海人美出版社）。他主編了《新中國文藝大系》中的美術捲和《中國大百科全書》的美術卷。

## 評價
「寫實中的寫意」這一特點是中國油畫在二十世紀眾多藝術家的創作性探索，其中便包括艾中信一生的成果。
「他在大學期間學過中國畫，後來的環境更常和中國畫家在一起，中國畫的寫意對他有很深的潛在影響，到晚年有閒時，他還能偶弄紙上筆墨和寄情於篆刻。 儘管一般地說來，感性形式總是精神內涵的外顯，但中國審美術語中的「意象」更有它的特殊性，它強調意在筆先的決定性意義，強調「象」在創作思維中被轉化成為精神性的「意」的範疇的東西...... 據我所知，艾中信在理論上注意「意象」這個要義是後來的事，而他的藝術修習和實踐早就走在這條路上了。寫實中的寫意屬於中國油畫在20 世紀中期很多人共同努力一種創造性探索，其中包括艾中信獨到的成果。」（中央美術學院教授鐘涵語）

## 紀念
2005年11月，中央美術學院、中國美術家協會、上海美術館和中國油畫學會共同在中國美術館舉辦了一場紀念性回顧展《名師足跡 - 艾中信藝術展》。
2015年，在艾中信先生誕辰100週年之際，家屬艾民有、艾民知、艾民學表示願將艾中信十一幅油畫作品，二十二幅速寫作品捐贈予中國美術館永久收藏。中國美術館隨即彙編畫冊《中國美術館捐贈與收藏系列展 - 名師足跡：20世紀中國油畫名家·艾中信》。

## 学生
- 詹建俊
- 靳尚宜
- 朱乃正
- 鐘涵
- 韋啟美
- 李天祥
- 王路